# Gordon Ada
Gordon Leslie Ada AO, FAA (6 de diciembre de 1922 – 25 de septiembre de 2012) fue un bioquímico australiano mejor conocido por sus contribuciones fundamentales a la virología y la inmunología y su largo liderazgo en el Departamento de Microbiología de la Escuela de Investigación Médica John Curtin del Instituto Nacional de Australia. Universidad, donde Peter C. Doherty y Rolf Zinkernagel realizaron su investigación ganadora del Nobel en su departamento. Tanto Zinkernagel como Doherty lo tenían en alta estima y lo invitaron a asistir a la ceremonia del premio Nobel y a una cena en Estocolmo.
Gordon Ada nació en 1922 en Sídney. Estudió en Fort Street High School, luego en la Universidad de Sydney, donde se graduó con una licenciatura en 1943 y una maestría en 1946. Después de completar su Maestría se fue a Londres a trabajar para el Instituto Nacional de Investigaciones Médicas, permaneciendo en Londres hasta 1948. Cuando regresó a Australia, realizó investigaciones en el Instituto de Investigación Médica Walter y Eliza Hall bajo la dirección de Frank Macfarlane Burnet y participó en el establecimiento de la Unidad de Investigación de Bioquímica y Biofísica con Henry Holden. En el Instituto Hall trabajó inicialmente con los virus que causan la influenza y la encefalitis del Valle del Murray. Fue el primero en establecer que la influenza es un virus de ARN y obtuvo su doctorado en Ciencias por la Universidad de Sydney en 1959. A partir de 1962 se centró en las reacciones inmunes, demostrando que los antígenos no están presentes en las células productoras de anticuerpos, en apoyo de la teoría de la selección clonal de Burnet.
En 1968, Ada fue nombrada jefa del Departamento de Microbiología de la Escuela de Investigación Médica John Curtin de la Universidad Nacional de Australia, reemplazando a Frank Fenner. Ocupó el cargo durante 20 años; Durante su período de liderazgo, la escuela se convirtió en un centro internacional para el análisis de la inmunidad mediada por células T. También participó activamente en la Organización Mundial de la Salud desde 1971 y su participación duró más de 20 años. Si bien mantuvo su base en Australia, pasó un tiempo considerable en los EE. UU. a partir de 1988, donde se convirtió en director asociado y luego director de la Escuela de Higiene y Salud Pública Johns Hopkins en Baltimore.
Sus últimos años en la ciencia los pasó como profesor visitante en la Escuela John Curtin, donde participó en el desarrollo de una vacuna candidata contra el VIH. Durante ese tiempo también escribió un libro de divulgación científica muy legible e informativo sobre inmunización, Vaccination: The Facts, the Fears, the Future, publicado en 2001.
Murió el 25 de septiembre de 2012. 

## Honores y reconocimientos
Ada fue elegida miembro de la Academia Australiana de Ciencias en 1964  y recibió la Medalla Lemberg en 1971.  Fue nombrado Oficial de la Orden de Australia en el Día de Honores de Australia de 1993 por su "servicio a la medicina en el campo de la inmunología y la salud internacional". 

## Entrevistas
Ada, Gordon; Fenner, Frank (1993). «Professor Gordon Ada in interview with Professor Frank Fenner: Part 1». Learning Resources (Oxford Brookes University). doi:10.24384/000143.
Ada, Gordon; Fenner, Frank (1993). «Professor Gordon Ada in interview with Professor Frank Fenner: Part 2». Learning Resources (Oxford Brookes University). doi:10.24384/000144.